# Stricticollis
Stricticollis es un género de coleóptero de la familia Anthicidae.

## Especies
Las especies de este género son:
- Stricticollis bolmi
- Stricticollis chopardi
- Stricticollis glabratus
- Stricticollis goebelii
- Stricticollis longicollis
- Stricticollis niger
- Stricticollis ornatus
- Stricticollis rufithorax
- Stricticollis sternbergsi
- Stricticollis tobias
- Stricticollis transversalis
  - Stricticollis transversalis meridionalis
  - Stricticollis transversalis transversalis
- Stricticollis truncatus
- Stricticollis walteri